# Kusike
 (octobre 2020).
La Kusike ou Cussique est une rivière du centre de l’Angola et un affluent de la rivière Lwando. Elle sépare la municipalité de Quirima dans la province de Malanje et la municipalité de Cuemba dans la province de Bié, entre la confluence de la Cueo et sa confluence avec la Lwando.

## Sources
- (pt) Fundo Rodoviário, Ministério das Finanças, República de Angola, « Mapa Rodoviário de Bié » [PDF], sur O Portal do Agronegócio Angolano, 8 avril 2019 (consulté le 22 octobre 2020)
- (pt) Fundo Rodoviário, Ministério das Finanças, República de Angola, « Mapa Rodoviário de Malange » [PDF], sur O Portal do Agronegócio Angolano, 8 avril 2019 (consulté le 22 octobre 2020)
- (pt) Ministério do Ultramar - Gabinete do Ministro, « Decreto n.o 339/70 », Diário do Governo, 1re série, nos 164/1970,‎ 16 juillet 1970 (lire en ligne)
- (pt) Ministério do Ultramar - Gabinete do Ministro, « Decreto n.o 50/71 », Diário do Governo, 1re série, nos 45/1971,‎ 23 février 1971 (lire en ligne)